# Campanula excisa
La campanula incisa (nome scientifico Campanula excisa Schleich., 1810) è una pianta erbacea dai fiori blu a forma di campanella appartenente alla famiglia delle Campanulaceae.

## Etimologia
Il nome generico (campanula) deriva dalla forma a campana del fiore; in particolare il vocabolo deriva dal latino e significa: piccola campana.

Dalle documentazioni risulta che il primo ad usare il nome botanico di “Campanula” sia stato il naturalista belga Rembert Dodoens, vissuto fra il 1517 e il 1585. Tale nome comunque era in uso già da tempo, anche se modificato, in molte lingue europee. Infatti nel francese arcaico queste piante venivano chiamate “Campanelles” (oggi si dicono “Campanules” o “Clochettes”), mentre in tedesco vengono dette “Glockenblumen” e in inglese “Bell-flower” o “Blue-bell”. In italiano vengono chiamate “Campanelle”. Tutte forme queste che derivano ovviamente dalla lingua latina. L'epiteto specifico (excisa) deriva dalla lingua latina e significa "taglio, incisione" e fa riferimento alla corolla profondamente incisa.
Il nome scientifico di questa specie è stato definito dal botanico di origine tedesca naturalizzato svizzero Johann Christoph Schleicher (1768-1834) nella pubblicazione "Le Guide du Botaniste qui voyage dans le Valais: avec un catalogue des plantes de ce pays et de ses environs, auquel on a joint les lieux de naissance et l'époque de la fleuraison pour chaque espèce. Lausanne - 57. 1810" del 1810.

## Descrizione
Queste piante possono arrivare fino a 5 – 12 cm di altezza. La forma biologica è emicriptofita scaposa (H scap), ossia in generale sono piante erbacee, a ciclo biologico perenne, con gemme svernanti al livello del suolo e protette dalla lettiera o dalla neve e sono dotate di un asse fiorale eretto e spesso privo di foglie. Contengono inoltre lattice lattescente e accumulano inulina.

### Radici
Le radici sono secondarie da rizoma.

### Fusto
- Parte ipogea: la parte sotterranea consiste in un rizoma strisciante sottile.
- Parte epigea: la parte aerea del fusto è ascendente e angolosa, raramente è eretta. La superficie è glabra.

### Foglie
Le foglie si dividono in basali e cauline. Quelle basali hanno forme rotondato-cuoriformi e normalmente sono scomparse alla fioritura. Quelle cauline hanno delle forme da lineari-lanceolate a lineari. I bordi della foglie più grandi possono essere percorsi da qualche dente acuto.

### Infiorescenza/Fiore
Le infiorescenze sono formate da un unico fiore peduncolato. I fiori sono tetra-ciclici, ossia sono presenti 4 verticilli: calice – corolla – androceo – gineceo (in questo caso il perianzio è ben distinto tra calice e corolla) e pentameri (ogni verticillo ha 5 elementi). I fiori sono gamopetali, ermafroditi e attinomorfi. Sia i fiori che i boccioli sono penduli. Lunghezza del fiore: 12 – 22 mm.
- Formula fiorale: per questa pianta viene indicata la seguente formula fiorale:

K (5), C (5), A (5), G (2-5), infero, capsula
- Calice: il calice è un tubo terminante in 5 denti (sepali) a forma di lacinie con portamento patente o riflesso. Tra un dente e l'altro del calice non è inserita nessuna appendice riflessa. Dimensione delle lacinie: 3 – 5 mm.
- Corolla: la corolla è campanulata a forma di un tubo inciso fino a 1/3 della sua lunghezza in 5 petali simili a lacinie. Le lacinie sono ristrette alla base e sparate da insenature arrotondate. Il colore è blu pallido. I petali sono privi di ali marginali. Lunghezza della corolla: 10 – 16 mm.
- Androceo: gli stami sono 5 con antere libere (ossia saldate solamente alla base) e filamenti sottili ma membranosi alla base. Le antere sono lunghe quanto i filamenti. Il polline è 3-porato.
- Gineceo: lo stilo è unico con 3 stigmi. L'ovario è infero, 3-loculare con placentazione assile (centrale), formato da 3 carpelli (ovario sincarpico). Lo stilo possiede dei peli per raccogliere il polline.
- Fioritura: da (giugno) luglio a agosto (settembre).

### Frutti
I frutti sono delle capsule pendule, poricide 3-loculare, ossia deiscenti mediante pori o valve basali; i semi sono molto minuti.

## Riproduzione
- Impollinazione: l'impollinazione avviene tramite insetti (impollinazione entomogama). In queste piante è presente un particolare meccanismo a "pistone": le antere formano un tubo nel quale viene rilasciato il polline raccolto successivamente dai peli dallo stilo che nel frattempo si accresce e porta il polline verso l'esterno.[9]
- Riproduzione: la fecondazione avviene fondamentalmente tramite l'impollinazione dei fiori (vedi sopra).
- Dispersione: i semi cadendo a terra (dopo essere stati trasportati per alcuni metri dal vento, essendo molto minuti e leggeri – disseminazione anemocora) sono successivamente dispersi soprattutto da insetti tipo formiche (disseminazione mirmecoria).

## Distribuzione e habitat

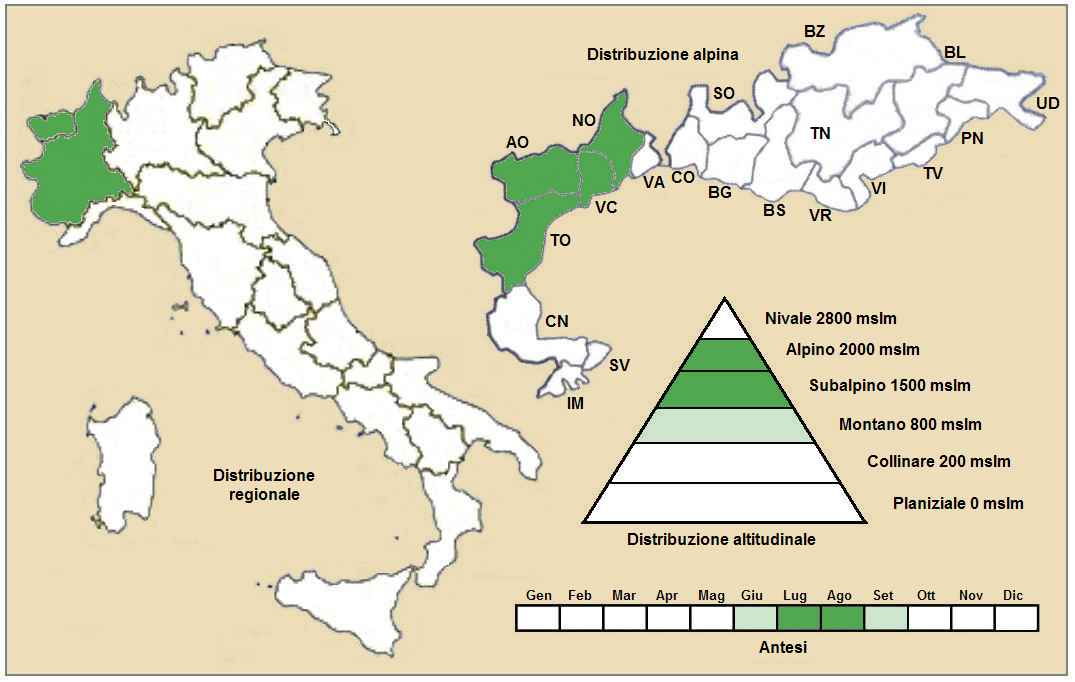
Distribuzione della pianta
(Distribuzione regionale – Distribuzione alpina)

- Geoelemento: il tipo corologico (area di origine) è Subendemico.
- Distribuzione: in Italia questa specie si trova solamente nelle Alpi Occidentali. Fuori dall'Italia, sempre nelle Alpi, questa specie si trova in Svizzera (cantoni Vallese e Ticino).[11]
- Habitat: l'habitat preferito per queste piante sono le pietraie e le rupi silicee. Il substrato preferito è siliceo con pH acido, bassi valori nutrizionali del terreno che deve essere secco.[11]
- Distribuzione altitudinale: sui rilievi queste piante si possono trovare da 1200 a 2500 m s.l.m.; frequentano quindi i seguenti piani vegetazionali: subalpino e alpino e parzialmente quello montano.

### Fitosociologia
Dal punto di vista fitosociologico Campanula excisa appartiene alla seguente comunità vegetale:
Formazione : comunità delle fessure, delle rupi e dei ghiaioni
Classe : Thlaspietea rotundifolii
Ordine : Androsacetalia alpinae
Alleanza : Androsacion alpinae

## Tassonomia
La famiglia di appartenenza della Campanula excisa (Campanulaceae) è relativamente numerosa con 89 generi per oltre 2000 specie (sul territorio italiano si contano una dozzina di generi per un totale di circa 100 specie); comprende erbacee ma anche arbusti, distribuiti in tutto il mondo, ma soprattutto nelle zone temperate. Il genere di questa voce appartiene alla sottofamiglia Campanuloideae (una delle cinque sottofamiglie nella quale è stata suddivisa la famiglia Campanulaceae) comprendente circa 50 generi (Campanula è uno di questi). Il genere Campanula a sua volta comprende 449 specie (circa 50 nella flora italiana) a distribuzione soprattutto circumboreale.

### Sinonimi
Questa entità ha avuto nel tempo diverse nomenclature. L'elenco seguente indica alcuni tra i sinonimi più frequenti:
- Campanula pusilla subsp. excisa (Schleich. ex Murith) Bonnier & Layens
- Campanula excisa f. annalaurae Pînzaru

## Altre notizie
La campanula incisa in altre lingue è chiamata nei seguenti modi:
- (DE)  Ausgeschnittene Glockenblume
- (FR)  Campanule incisée